# Agharta (manga)
Agharta (アガルタ Agaruta?) es una serie de manga japonesa escrita e ilustrada por Takaharu Matsumoto, publicada en la revista Ultra Jump de Shueisha desde 1997.
Luego de ser puesta en pausa por su autor, en septiembre de 2016, volvió a ser publicada ahora por Wani Books y tuvo una conclusión adecuada con once volúmenes.

## Sinopsis
Tras un cataclismo, la tierra se convierte en un inmenso desierto en el que la escasez de agua potable la convierte en un bien valioso. La historia se centra en Juju, un adolescente que pertenece a una de las pandillas que prevalecen en nombre de las nuevas organizaciones, y Rael, una niña que quizás pueda salvar a la humanidad.

## Personajes

### Personajes principales
Juju Meyer
Rael

### Valle del Este
Yunfa
Riam
Capitán
Robert Phillips o Maestro / Lord Pillips
Profesor Guy Fujinski
Ursula también conocida como The Angle Lilith o Lily-White Lilith

### Mar del Oeste
Corii
Anna-Marie Meyer
Stipe Miles

## Contenido de la obra

### Manga
| N.º | Fecha de publicación | ISBN                   |
| --- | -------------------- | ---------------------- |
| 1   | Abril de 1998        | ISBN 4-08-875645-2     |
| 2   | Marzo de 1999        | ISBN 4-08-875772-6     |
| 3   | Agosto de 1999       | ISBN 4-08-875822-6     |
| 4   | Febrero de 2000      | ISBN 4-08-875887-0     |
| 5   | Febrero de 2001      | ISBN 4-08-876098-0     |
| 6   | Agosto de 2001       | ISBN 4-08-876198-7     |
| 7   | Febrero de 2004      | ISBN 4-08-876574-5     |
| 8   | Septiembre de 2005   | ISBN 4-08-876863-9     |
| 9   | Abril de 2007        | ISBN 978-4-08-877227-1 |
| 10  | 25 de marzo de 2017  | ISBN 978-4847039928    |
| 11  | 25 de marzo de 2017  | ISBN 978-4847039935    |